# 情況出版
情況出版株式会社（じょうきょうしゅっぱん）は、東京都江東区にある人文・社会科学系の出版社である。

## 特徴
総合雑誌『情況』を発行。廣松渉の著作を多数発行している。その他『丸山真男を読む』、『アルチュセールを読む』、『デリダを読む』や学習参考書も発行している。

### 雑誌
- 情況 - 変革のための総合誌。休刊復刊を重ね、現在は第6期が刊行中である。

### 書籍
- 『さらぎ徳二著作集 第3巻-天皇論／過渡期世界の転換と民族問題 他』（さらぎ徳二著, 発行:緑陽社, 発売:情況出版, 2008年5月刊）ISBN 978-4915252921
- 『さらぎ徳二著作集 第1巻-ソ同盟と人間疎外／世界暴力革命論 他』（さらぎ徳二著, 発行:緑陽社, 発売:情況出版, 2007年11月刊）ISBN 978-4915252914
- 『我かく闘えり―破防法闘争三二年』（さらぎ徳二著、2001年11月刊）ISBN 978-4915252587
- 『結社と技術―長崎浩政治論集』(長崎浩著, 1971年刊)
- 『廣松渉コレクション 全6巻』（1995年）
- 『続・全共闘白書』（続・全共闘白書編纂実行委員会,2021年）
- 『ハイデッガーへ帰れ 性起と情況構築』（張一兵著,中野英夫訳,2021年）

## 関連人物
- 廣松渉
- 古賀暹 - 第1期・第2期「情況」編集長
- 大下敦史 - 第3期・第4期「情況」編集長
- 横山茂彦 - 第5期「情況」編集長
- 菅原秀宣 - 第5期「情況」k主幹
- 中澤教輔 - 前代表取締役社長
- 塩野谷恭輔 - 第6期「情況」編集長